# 99a Brigada Mixta (Exèrcit Popular de la República)
La 99a Brigada Mixta va ser una unitat de l'Exèrcit Popular de la República que va lluitar en la Guerra civil espanyola.

## Historial
La unitat va ser creada al juny de 1937, a Alacant, sobre la base del 296a batalló de la 69a Brigada Mixta. L'altra part de la seva composició eren reclutes, procedents de les quintes de 1936, 1937 i 1938, així com reemplaçaments de 1931. El comandament inicial de la 99a Brigada Mixta va recaure en el comandant d'infanteria Hernando Liñán Castaño.
La brigada va ser enviada al front del Centre, quedant acantonada a Hoyo de Manzanares en previsió de la seva participació en la batalla de Brunete. Dos dels seus batallons —el 393è i el 394è— van arribar a prendre part en els combats de Quijorna, el 22 de juliol, però van tenir una mala actuació i a més van sofrir importants pèrdues; com a conseqüència d'aquestes, la brigada va ser retirada a rereguarda (al sector de Torrelodones) i sotmesa a una reorganització.
Al començament d'agost la 99a BM va ser assignada a la 47a Divisió, si bé posteriorment seria assignada a la 69a Divisió del I Cos d'Exèrcit. No va tornar a prendre part en operacions militars de rellevància. Al març de 1939, durant el cop de Casado, la brigada va donar suport a les forces casadistes i va marxar cap a Madrid, ocupant els districtes de Chamartín i Fuencarral. Unes setmanes després, amb el final de la guerra, la unitat es va autodissoldre.

## Comandaments
Comandants
- Comandant d'infanteria Hernando Liñán Castaño;
- Major de milícies Miguel Ángel Sanz Cruz;
- Major de milícies Vicente Pertegaz Martínez;
- Major de milícies Casto Losada Quiroga;
- Major de milícies Benjamín Salvador Gil;

Comissaris
- Fernando Barahona Pérez, del PCE;

Caps d'Estat Major
- capità Juan Chaves Martín;
- capità d'enginyers Félix Fuentes Aparicio;
- tinent José M.ª López López;